# 蒙特菲奥雷德拉索
蒙特菲奥雷德拉索（義大利語：Montefiore dell'Aso）是意大利阿斯科利皮切诺省的一个市镇。总面积28.08平方公里，人口2220人，人口密度79.1人/平方公里（2009年）。ISTAT代码为044036。